# Ctenophthalmus nobilis
Ctenophthalmus nobilis är en loppart som först beskrevs av Rothschild 1898.  Ctenophthalmus nobilis ingår i släktet Ctenophthalmus och familjen mullvadsloppor.

## Underarter
Arten delas in i följande underarter:
- C. n. nobilis
- C. n. dobyi
- C. n. vulgaris